# Зуев, Михаил Евсеевич
Михаи́л Евсе́евич Зу́ев (1884, Заскорки, Витебская губерния — после 1945) — политический деятель, коллаборационист, основатель и единственный староста Республики Зуева.

## Биография

### Ранние годы
Михаил Евсеевич Зуев родился в 1884 году в деревне Заскорки, в семье крестьян. В 1930-х годах он сидел два раза в тюрьме за активную религиозную деятельность (8 лет в сумме), освободившись незадолго до начала Великой Отечественной войны.

### Деятельность на посту Бургомистра
После отступления Красной армии осенью-зимой 1941 года Михаил Зуев был выбран жителями деревней Старостой.
Сначала старообрядцы жили мирно, но в ноябре 1941 года в деревню пришли партизаны и Зуеву пришлось создать отряды самообороны и после недолгих боёв, партизаны отступили. Эти отряды самообороны были крайне дисциплинированы, что впоследствии помогло Самоуправлению отбить у партизан несколько крупных деревень. В общей сложности, только за осень и начало зимы 1941 года отряды Зуева отбили порядка пятнадцати атак советских партизан. Вскоре, у Самоуправления закончились боеприпасы. Понимая, что если партизаны снова пойдут в атаку, то Самоуправление не выстоит, Зуев пошёл на сделку с немецким комендантом и получил несколько десяток винтовок и боеприпасов.
Получив оружие и боеприпасы, Зуев пошёл в наступление на деревни занятые партизанами и вскоре зуевцы взяли несколько деревень, прогнав оттуда партизан. Весной 1942 года Зуев нашёл несколько пулемётов и это ему позволило отвоёвывать всё больше деревень у партизан.
Зуев и часть его соратников были приняты в ВС Комитета освобождения народов России.
После перелома войны и отступления немцев, часть соратников вместе с самим Зуевым бежали на Запад. Пробравшись сквозь Советское окружение и попадя в Польшу, а после в Восточную Пруссию. Известно, что часть староверов иммигрировали в Южную Америку.

## Дальнейшая судьба
Зуев решился сражаться до конца против большевиков и примкнул к генералу Власову. Дальнейшая его судьба неизвестна. По одной версии, Зуев сумел сбежать в Южную Америку. По другой, в 1944 году он сдался Союзникам. По третьей, Зуев вернулся на родину и попал в Обский исправительно-трудовой лагерь, где и умер.